# 六红球斯诺克

六红球斯诺克初始台面

六红球斯诺克（Six-red snooker），是泰国人发明的斯诺克的一种变体形式，它将传统斯诺克的15粒红球减少为6粒。在对手不犯规罚分的情况下的单杆满分也由147分降至75分。六红球斯诺克的规则与传统斯诺克规则大致相同，仅有些许的改变。六红球斯诺克也曾是亚洲运动会和东亚运动会的比赛项目之一。

## 简要规则
六红球斯诺克在传统斯诺克规则的基础上做出了以下变动：
- 每次击球后，目标球必须入袋或任一球必须碰到库边，否则视为犯规；
- 取消“无意识救球”（foul and miss）规则，任何犯规将判罚手中球（"ball in hand"），另一方可将白球放在台面的任意位置进行击打。[3]